# Christine Maugüé
Pour les articles homonymes, voir Maugüe.
Christine Maugüé, née le 3 janvier 1963 à Toulon, est une haute fonctionnaire et juriste française.

## Biographie
Entrée à l'ENS en 1982, diplômée d'une maîtrise d'histoire en 1984 et de Sciences Po Paris en 1985, elle sort en 1988 de la promotion Michel de Montaigne de l'École nationale d'administration. Elle opte pour le Conseil d'Etat.
Professeure associée à l’université Paris II, Christine Maugüé a publié en droit administratif.
Elle a occupé plusieurs fonctions au sein du Conseil d'État : responsable du centre de documentation entre 1991 et 1994, commissaire du gouvernement entre 1994 et 2003 à la 1re sous-section, puis à la 10e sous-section de la section du contentieux, rapporteure générale de la Commission supérieure de codification. Elle est intervenue sur plusieurs sujets sensibles. Elle a notamment, comme magistrat du Conseil d'État, instruit, pour le Conseil constitutionnel, la requête déposée par Lyne Cohen-Solal contre l'élection de Jean Tiberi, lors du scrutin législatif de 1997,. Comme expert des marchés publics, elle a été sollicitée en 1998 par le nouveau président de la région Ile-de-France pour examiner les pratiques de cette administration. Elle a  travaillé à Bercy en 1999-2000 comme chargée de mission auprès du directeur des affaires juridiques pour la réforme du code des marchés publics. Elle est intervenue également sur les emplois fictifs de la ville de Paris, en concluant, en tant que commissaire du gouvernement, en février 1999 devant le Conseil d’État, qu'un contribuable parisien avait bien le droit  de se pourvoir en justice contre d'éventuels emplois fictifs à l'Hôtel de ville de Paris.
Elle a été ensuite, de 2007 à 2013, membre du Conseil supérieur de la propriété littéraire et artistique et de 2009 à 2012 membre du collège de la Haute Autorité pour la diffusion des œuvres et la protection des droits sur internet (HADOPI).
Le 22 mars 2013, elle est nommée directrice de cabinet de Christiane Taubira, ministre de la justice, où elle succède à Christian Vigouroux,,. À cette occasion, un débat a lieu dans la presse, Le Figaro signalant que, à propos de l'homoparentalité, elle avait tenu des propos allant en sens contraire des combats de sa ministre, et Le Monde signalant ensuite que l'avis de Christine Maugüé est beaucoup plus nuancé que cela. Elle quitte ce poste le 2 avril 2014.
Le 17 décembre 2015, elle est nommée présidente de la 7e sous-section de la section du contentieux du Conseil d'État.
Depuis 2015, elle est également présidente du conseil supérieur de l'AFP.
En 2019, elle est désignée membre de la CNIL, dans la formation restreinte chargée d'étudier les demandes de communication personnelles contenues dans les fichiers de l'administration fiscale, de la justice ou du renseignement.
Par décret du président de la République vu au Journal officiel le 9 mars 2021, elle est nommée présidente adjointe de la section du contentieux du Conseil d'État, à partir du 10 mars 2021.
Le 8 octobre 2024, elle devient présidente de la section de l’administration du Conseil d'État.

## Décorations
- Officière de la Légion d'honneur Elle est promue officière par décret du 30 décembre 2016[20]. Elle était chevalière du 10 juillet 2008.
- Commandeur de l'ordre national du Mérite (décret du 31 décembre 2020) ; 
  - Nommée officier le 2 mai 2012 [21]., réception dans l'ordre le 25 février 2013
  - Nommée chevalier le 11 mars 2004

## Publications
- Christine Maugüé, Jean-Philippe Thiellay, La responsabilité du service public hospitalier,Collection Systemes, Lgdj, 2010.
- Christine Maugüé, Jacques-Henri Stahl, La question prioritaire de constitutionnalité, Collection connaissance du droit, Dalloz-Sirey, 2011.
- Christine Maugüé, La responsabilité juridique du médecin, Pouvoirs no 89, avril 1999, p. 31-50 [22].
- Christine Maugüé, Le Conseil constitutionnel et le droit supranational, Pouvoirs no 105, avril 2003, p. 53-72[23].